# Penthimia alboguttata
Penthimia alboguttata är en insektsart som beskrevs av Kuoh. Penthimia alboguttata ingår i släktet Penthimia och familjen dvärgstritar. Inga underarter finns listade i Catalogue of Life.